# Кубичкова-Познерова, Яна
Яна Познерова (чеш. Jana Posnerová, род. 9 января 1945, Нове-Сады, Нитра, после замужества Кубичкова (чеш. Kubičková), — чехословацкая спортивная гимнастка.
Представляла Чехословацкую Социалистическую Республику на двух Олимпиадах, в 1964 году в Токио (как Познерова) и в 1968 году в Мехико (как Кубичкова).
На Олимпийских играх 1964 года в Токио стала (в составе команды ЧССР) обладательницей серебряной медали в командных соревнованиях. При этом в личном зачёте (в личном многоборье) заняла 23-е место. Ни в один из финалов в отдельных видах не попала.
В 1966 году завоевала золото в команде на чемпионате мира в Дортмунде (ФРГ).
На Олимпийских играх 1968 года в Мехико снова стала (в составе команды ЧССР) обладательницей серебряной медали в командных соревнованиях. При этом в личном зачёте (в личном многоборье) заняла 15-е место. Ни в один из финалов в отдельных видах не попала.